# Arciprestazgo de Griñón
El Arciprestazgo de Griñón, es un arciprestazgo español que está bajo la jurisdicción del Obispado de Getafe y está compuesto por las siguientes parroquias:
| Población             | Parroquia                                |
| --------------------- | ---------------------------------------- |
| Arroyomolinos         | Iglesia de la Asunción de Nuestra Señora |
| Batres                | Iglesia de Nuestra Señora de la Asunción |
| Griñón                | Iglesia de Nuestra Señora de la Asunción |
| Cubas de la Sagra     | Iglesia de San Andrés Apóstol            |
| Moraleja de Enmedio   | Iglesia de San Millán                    |
| Serranillos del Valle | Iglesia de San Nicolás de Bari           |
| Humanes de Madrid     | Iglesia de San Pedro Apóstol             |
| Casarrubuelos         | Iglesia de Santiago Apóstol              |
| Humanes de Madrid     | Iglesia de Santo Domingo de Guzmán       |